# Grupo de Trabajo Protocolo de San Salvador
El Grupo de Trabajo para el Análisis de los Informes Nacionales Enviados por los Estados Parte del Protocolo de San Salvador (conocido como Grupo de Trabajo del Protocolo de San Salvador o GTPSS) es un órgano técnico permanente de la Organización de los Estados Americanos (OEA). Su función principal es supervisar la implementación de los Derechos económicos, sociales y culturales reconocidos en el Protocolo Adicional a la Convención Americana sobre Derechos Humanos en materia de Derechos Económicos, Sociales y Culturales.

## Antecedentes y creación
El Protocolo de San Salvador fue adoptado en 1988 y entró en vigor en 1999. Su objetivo es complementar la Convención Americana sobre Derechos Humanos al incluir el reconocimiento de derechos económicos, sociales, culturales y ambientales (DESCA), como el derecho a la salud, a la educación, al trabajo y a la seguridad social.
En 2007, la Asamblea General de la OEA adoptó la resolución AG/RES. 2262 (XXXVII-O/07), que instruyó la creación de un mecanismo de seguimiento para el protocolo. En consecuencia, en 2010 se creó el GTPSS como órgano encargado de recibir y analizar los informes periódicos de los Estados Parte.

## Mandato y funciones
El Grupo de Trabajo tiene como mandato principal examinar los informes nacionales que presentan los Estados Parte sobre el cumplimiento progresivo de los derechos establecidos en el protocolo. Sus funciones incluyen:
- Analizar los informes nacionales enviados por los Estados Parte.
- Emitir observaciones y recomendaciones sobre la implementación de los DESCA.
- Promover el uso de indicadores de progreso estructurales, de proceso y de resultado.
- Desarrollar guías metodológicas y estándares de evaluación.
- Fomentar la cooperación técnica entre los Estados.

## Composición
El GTPSS está integrado por ocho miembros:
- Cuatro expertos gubernamentales, elegidos por los Estados Parte.
- Dos expertos independientes, nombrados por el Secretario General de la OEA.
- Dos comisionados de la CIDH, que participan con voz pero sin voto.

Los integrantes deben tener experiencia en derechos humanos, indicadores sociales y políticas públicas.

## Miembros del GTPSS
La composición del Grupo de Trabajo del Protocolo de San Salvador es la siguiente:
| Tipo de representación       | Nombre                  | País     | Fecha de designación    |
| ---------------------------- | ----------------------- | -------- | ----------------------- |
| Presidenta del GTPSS         | María José Méndez       | Paraguay | 29 de noviembre de 2023 |
| Vicepresidente del GTPSS     | Santiago Guayasamín     | Ecuador  | 7 de diciembre de 2022  |
| Experto Gubernamental        | Juan Pablo Delgado      | México   | 7 de diciembre de 2022  |
| Experta Gubernamental        | Johanna Cortés          | Colombia | 7 de diciembre de 2022  |
| Experto Independiente        | Alberto Coddou Mc Manus | Chile    | 7 de diciembre de 2022  |
| Experto REDESCA/CIDH         | Javier Palummo          | Uruguay  | 1 de septiembre de 2023 |
| Experto Independiente        | Gersán Joseph           | Panamá   | 30 de octubre de 2023   |
| Secretaría Técnica del GTPSS | Betilde Muñoz-Pogossian | –        | –                       |
| Secretaría Técnica del GTPSS | Sara Mia Noguera        | –        | –                       |
| Secretaría Técnica del GTPSS | Mariana Herrera         | –        | –                       |

## Metodología
La metodología del GTPSS se basa en el uso de indicadores de progreso, clasificados en:
- Indicadores estructurales: miden el compromiso normativo del Estado.
- Indicadores de proceso: evalúan las acciones y políticas adoptadas.
- Indicadores de resultado: miden el impacto real de las políticas públicas.

Los informes se presentan en dos grupos de derechos, en ciclos alternos.

## Derechos evaluados
El monitoreo se organiza en dos grupos de derechos:
- Primer grupo: derecho a la salud, derecho a la educación, derecho a la seguridad social.
- Segundo grupo: derecho al trabajo, protección a la familia, derecho a la alimentación adecuada, derecho a un medio ambiente sano y derecho a los beneficios de la cultura.

## Estados Parte
Hasta la fecha, 18 Estados han ratificado el Protocolo de San Salvador: Argentina, Bolivia, Brasil, Chile, Colombia, Costa Rica, Ecuador, El Salvador, Guatemala, Honduras, México, Nicaragua, Panamá, Paraguay, Perú, Surinam, Uruguay y Venezuela.
Solo los Estados Parte están obligados a presentar informes ante el GTPSS.

## Relación con otros órganos del sistema interamericano
El GTPSS actúa de manera independiente, pero mantiene coordinación con la Comisión Interamericana de Derechos Humanos, especialmente mediante los comisionados que forman parte del grupo. Su trabajo complementa la protección de los derechos civiles y políticos con un enfoque integral de los derechos humanos.